# Düsseldorf
Düsseldorf {{#parsoid\0fragment:0}}'dʏsəlˌdɔʁf{{#parsoid\0fragment:1}}ⓘ – miasto na prawach powiatu w Niemczech, stolica kraju związkowego Nadrenia Północna-Westfalia oraz rejencji Düsseldorf. Należy do aglomeracji Rhein-Ruhr liczącej ok. 10–12 mln mieszkańców. Leży nad Renem i mniejszymi dopływami, na wysokości 38 m n.p.m.; powierzchnia 217,21 km².
Jest to jedno z większych miast zachodnich Niemiec, o dużym znaczeniu gospodarczym. Düsseldorf, który po II wojnie światowej przeżył fazę przyśpieszonego rozwoju, jest siedzibą wielu niemieckich koncernów przemysłowych. Pod koniec 2019, z liczbą mieszkańców wynoszącą około 620 tys., miasto zajmowało 7. miejsce w Niemczech pod względem liczby ludności.

## Historia
Pierwsza wzmianka historyczna o miejscowości jako Dusseldorp pochodzi z 1135. Prawa miejskie zostały nadane w 1288. W 1380 Düsseldorf stał się siedzibą władców księstwa Bergu, a w 1815 stał się częścią państwa pruskiego i stolicą rejencji Düsseldorf. W 1946 miasto stało się stolicą nowo utworzonego kraju związkowego Nadrenia Północna-Westfalia.

## Środowisko naturalne

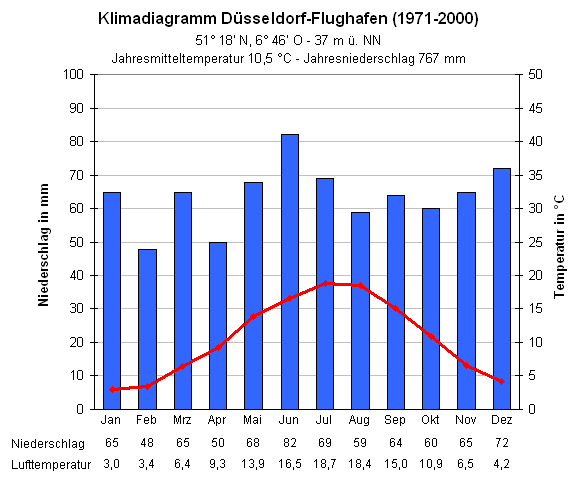
Klimatogram dla Düsseldorfu

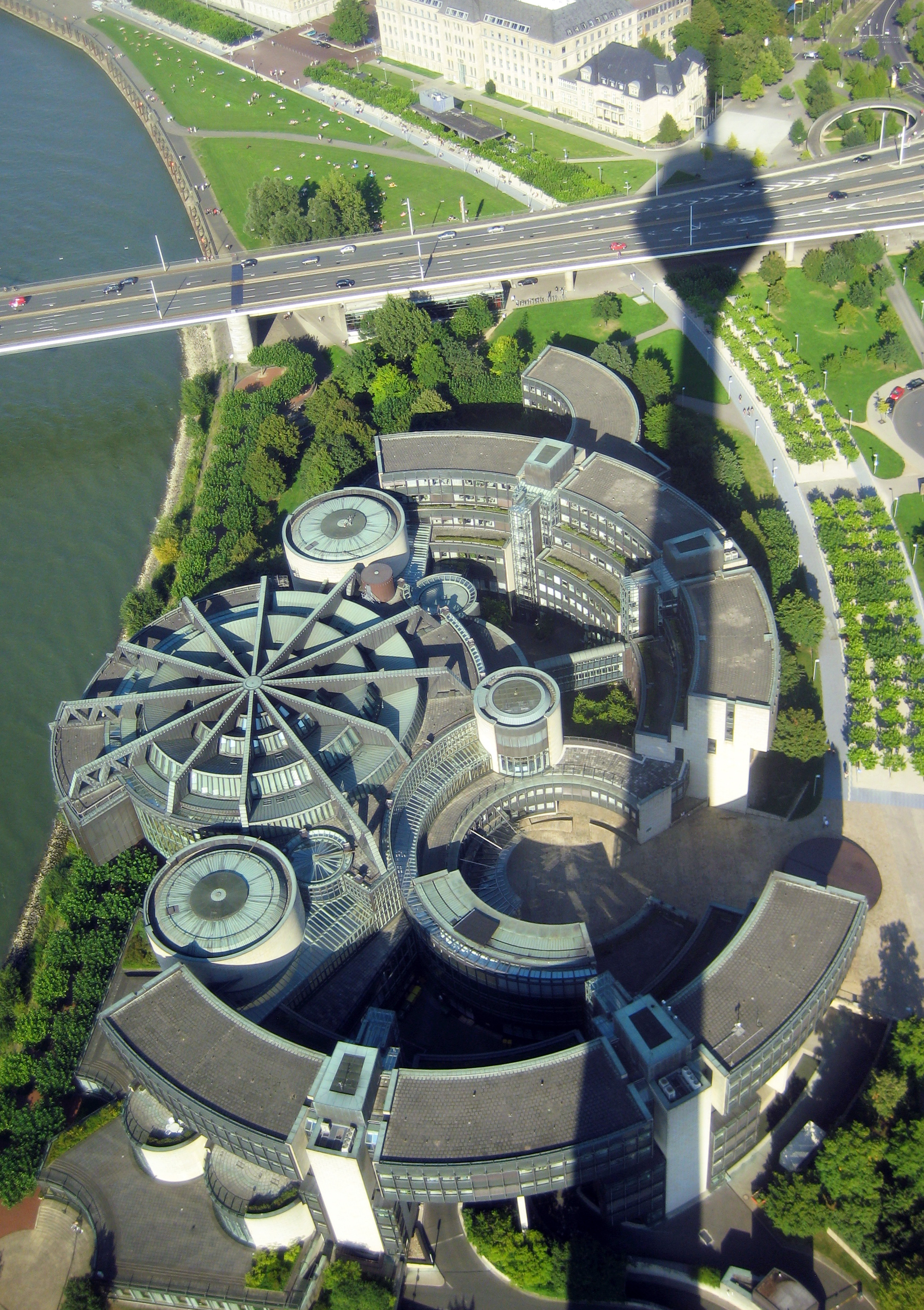
Landtag Nadrenii Północnej-Westfalii widoczny z wieży widokowej Rheinturm

Düsseldorf jest położony przy dolnej części Renu, przy delcie rzeki Düssel, która wpływa do Renu. Poza okręgiem administracyjnym 4, reszta miasta położona jest na prawym brzegu Renu. Po drugiej stronie Renu, na delcie rzeki Erft zbudowano miasto Neuss. Düsseldorf jest położony na południowy zachód od Zagłębia Ruhry.
Düsseldorf został zbudowany w całości na aluwium, mudach, piaskach, glinie i gdzieniegdzie żwirze. Najwyższy punkt w mieście to Sandberg we wschodniej części miasta (w dzielnicy Hubbelrath) na wysokości 165 m n.p.m. Najniższy punkt znajduje się na północy miasta w dzielnicy Wittlaer, gdzie rzeka Schwarzbach wpływa do Renu. Średnia wysokość w tym miejscu wynosi 28 m n.p.m. Jak w przypadku reszty Nadrenii, Düsseldorf spotyka umiarkowane zimy i dość ciepłe lata ze średnią temperaturą roczną +10,5 °C i opadami deszczu na poziomie 767 mm rocznie.

## Demografia
- 1632 – ok. 5 tys. mieszkańców
- 1792 – 18 794
- 1871 – 69 365
- 1900 – 213 767
- 1925 – 432 633
- 1950 – 500 516
- 1961 – 702 596
- 1975 – 670 900 (rok ostatniego powiększenia miasta w wyniku reformy administracyjnej)
- 1989 – 569 641
- 2003 – 667 511
- 2008 – 584 217
- 2020 – 621 877

## Podział administracyjny
Düsseldorf jest podzielony na dziesięć dzielnic (Stadtbezirk) nieposiadających własnych nazw, które jednak są ponumerowane od 1 do 10. Każda dzielnica posiada wybranych przedstawicieli (Bezirksvertretung) i burmistrza (Bezirksvorsteher). Przedstawiciele dzielnic działają jedynie w charakterze doradców burmistrza. Każda dzielnica jest podzielona jest na Stadtteile (części miasta). W całym Düsseldorfie jest 50 tego typu części miasta.
Dzielnice: 1, 2, 3, 4, 5, 6, 7, 8, 9, 10.
|  | - Altstadt - Angermund - Benrath - Bilk - Carlstadt - Derendorf - Düsseltal - Eller - Flehe - Flingern-Nord - Flingern-Süd - Friedrichstadt - Garath - Gerresheim - Golzheim - Grafenberg - Hafen | - Hamm - Hassels - Heerdt - Hellerhof - Himmelgeist - Holthausen - Hubbelrath - Itter - Kaiserswerth - Kalkum - Knittkuhl - Lichtenbroich - Lierenfeld - Lohausen - Lörick - Ludenberg - Mörsenbroich | - Niederkassel - Oberbilk - Oberkassel - Pempelfort - Rath - Reisholz - Stadtmitte - Stockum - Unterbach - Unterbilk - Unterrath - Urdenbach - Vennhausen - Volmerswerth - Wersten - Wittlaer |

## Polityka lokalna
- Nadburmistrz: Dr Stephan Keller (CDU od 1 listopada 2020)[5]
- Rada miejska (po wyborach w dniu 13.09.2020):
  - CDU: 30 radnych
  - SPD: 16 radnych
  - Zieloni: 22 radnych
  - FDP: 8 radnych
  - Die Linke: 4 radni
  - AfD: 3 radni
  - Inne partie i inicjatywy łącznie: 7 radnych

## Zabytki
- ratusz z 1573 roku
- gotycki kościół św. Lamberta (St. Lambertus) z XIII wieku
- barokowy kościół św. Andrzeja (Andreaskirche) z 1628 roku
- eklektyczny kościół św. Jana (Johanneskirche) z 1881 roku
- pałac i park Benrath z 1755-73
- pałacyk myśliwski (Schloss Jägerhof) z XVIII wieku, obecnie Muzeum Goethego (Goethe-Museum)
- w dzielnicy Kaiserswerth – ruiny zamku cesarskiego.
- pomnik księcia Jana Wilhelma na Rynku z 1711 roku
- dworzec Düsseldorf Hauptbahnhof

## Gospodarka
Duże znaczenie mają centrale koncernów ubezpieczeniowych takich jak ARAG i Ergo Group (m.in. Victoria Versicherung). Inne znaczące koncerny z siedzibą w mieście to ThyssenKrupp, E.ON (energetyka), Henkel (chemia) i Metro AG (handel). Swoją centralę na Niemcy ma w Düsseldorfie zarówno firma Novell, jak i wiele innych koncernów japońskich.
Po Frankfurcie Düsseldorf mieści drugą w Niemczech liczbę banków. W mieście działają liczne agencje reklamowe, firmy doradcze i duże kancelarie adwokackie.
Targi Collections Premieren Düsseldorf (CPD) uchodzą za największe targi mody na świecie, a odbywające się corocznie od 1969 roku Internationale Bootsausstellung Düsseldorf jest największą na świecie wystawą jachtów i sprzętów do uprawiania sportów wodnych.
O znaczeniu gospodarczym miasta świadczy fakt, że codziennie dojeżdża do niego do pracy z okolicznych miejscowości ok. 250 tys. osób.

## Transport
Nieopodal centrum znajduje się port lotniczy Düsseldorf. Operatorem transportu lokalnego jest Rheinbahn. Rozbudowana jest sieć tramwajowa.

## Oświata i nauka
Miasto jest siedzibą Uniwersytetu Heinricha Heinego (Heinrich-Heine-Universität Düsseldorf), założonego w 1965 na bazie Akademii Medycznej działającej od 1907 roku.

## Sport
- Düsseldorfer EG – klub hokejowy
- Fortuna Düsseldorf – klub piłkarski
- HSG Düsseldorf – klub piłki ręcznej mężczyzn

## Współpraca
Miejscowości partnerskie:
- Jordania: Amman
- Serbia: Belgrad,
- Niemcy (Saksonia): Chemnitz
- Stany Zjednoczone: Chicago
- Chiny: Chongqing
- Ukraina: Czerniowce
- Izrael: Hajfa
- Norwegia: Lillehammer
- Hiszpania: Palma de Mallorca
- Japonia: Prefektura Chiba
- Wielka Brytania: Reading
- Francja: Tuluza
- Polska: Warszawa
- Rosja: Moskwa (obecnie zawieszone z powodu rosyjskiej inwazji na Ukrainę)

## Galeria

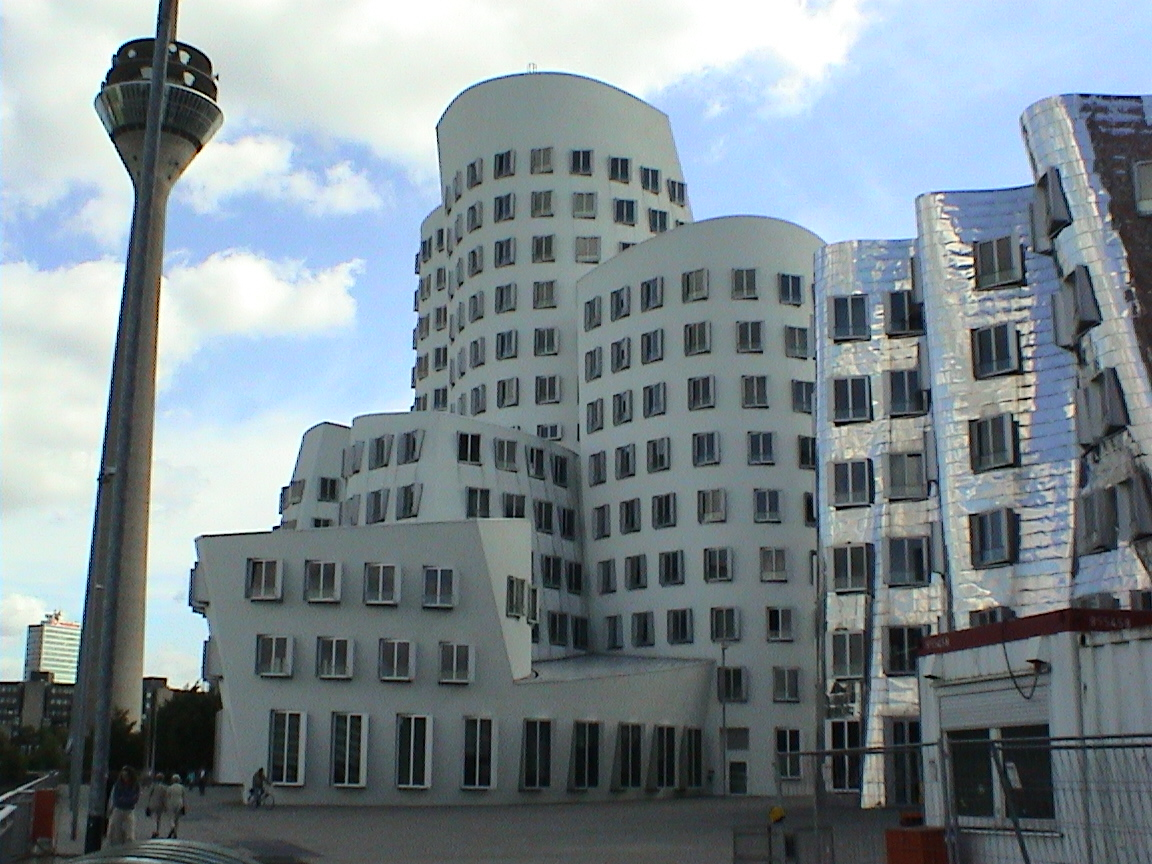
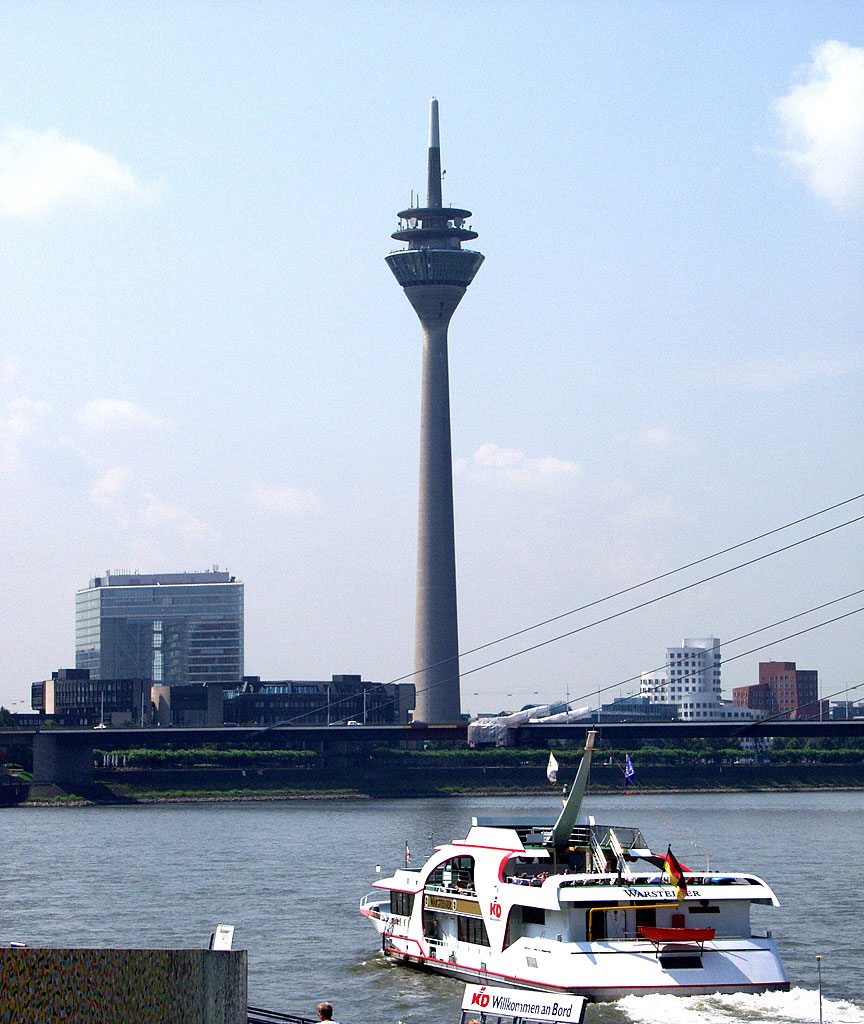
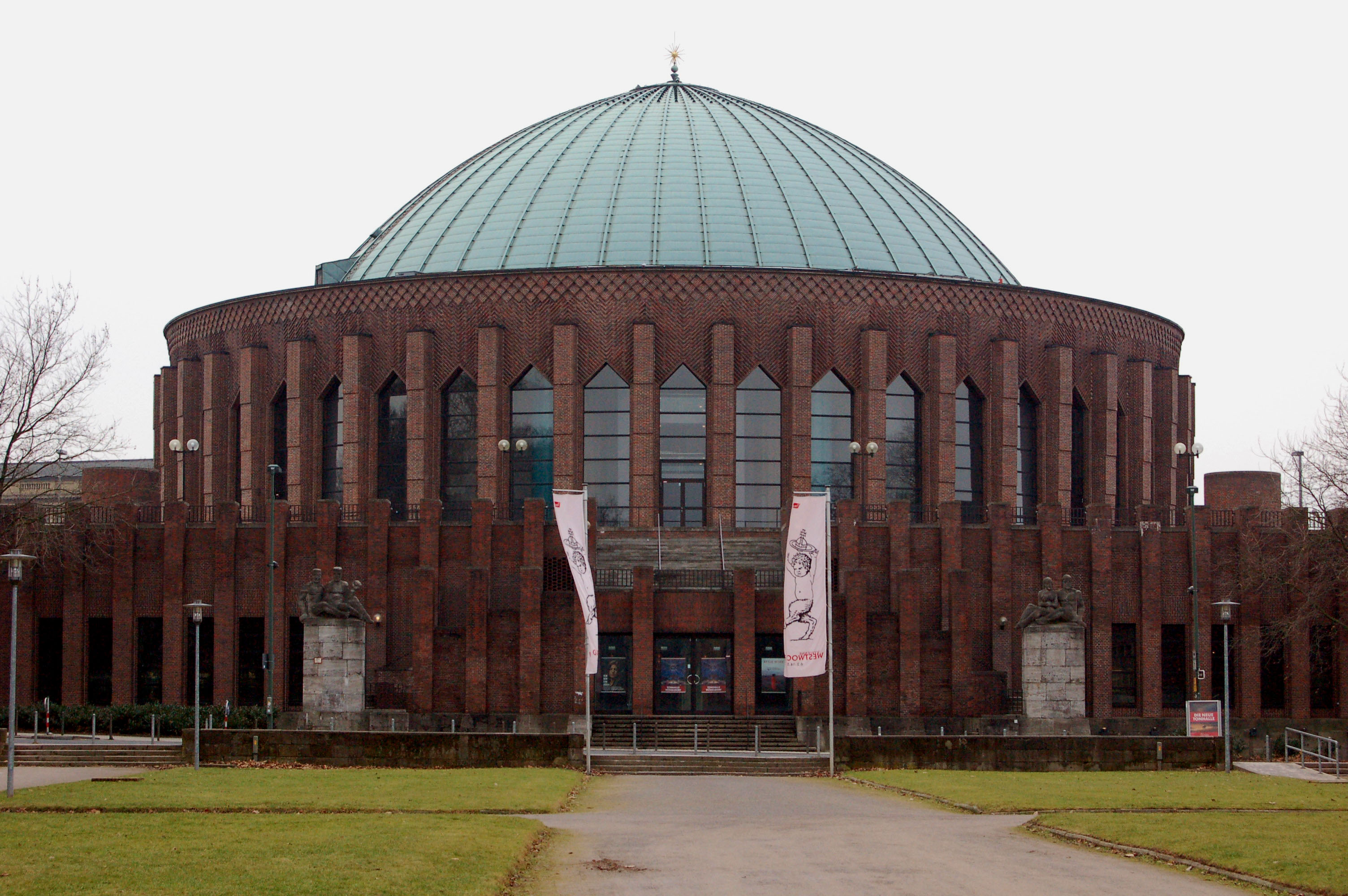
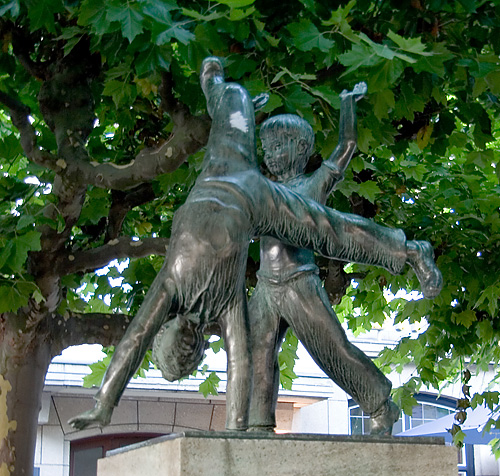
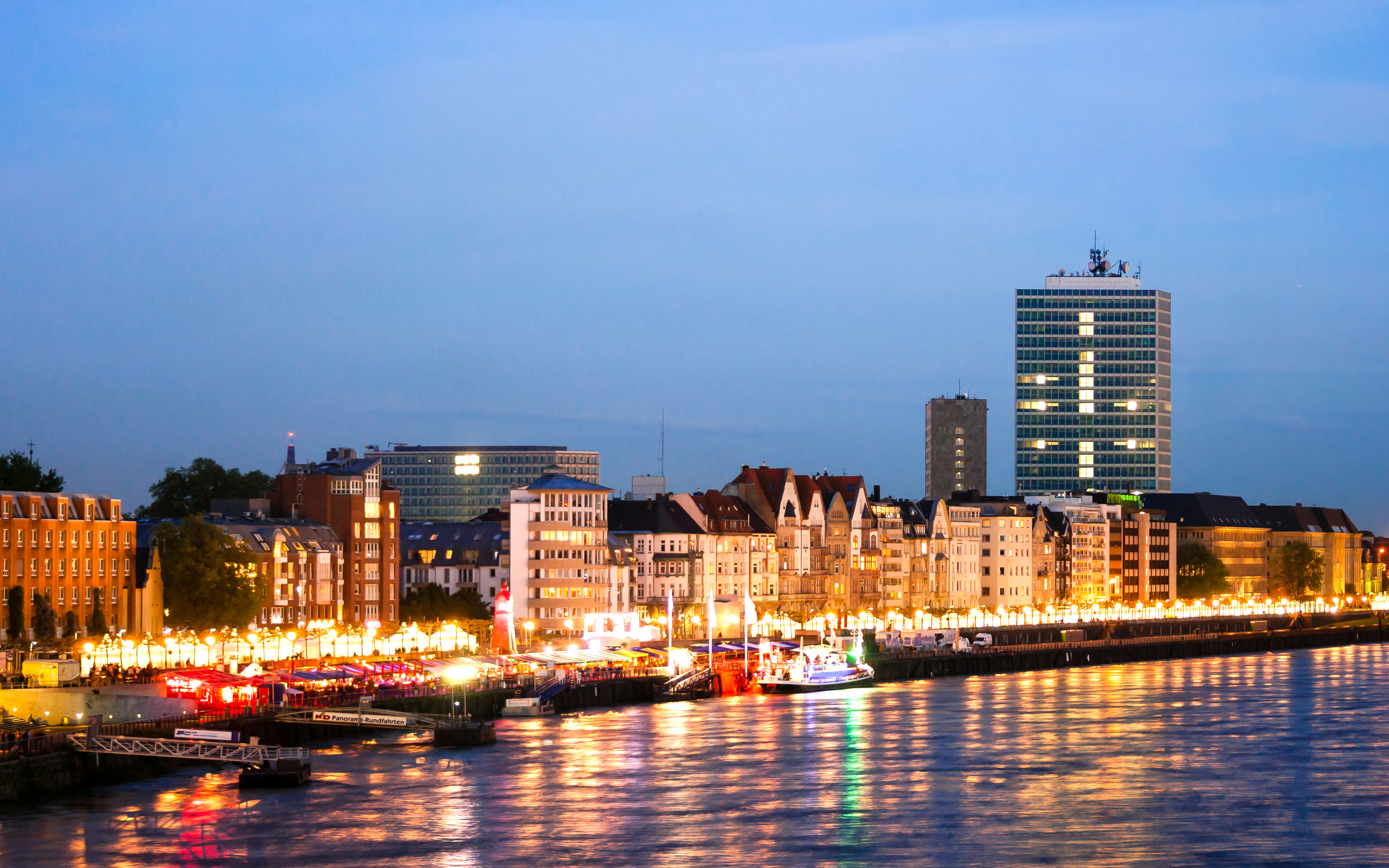
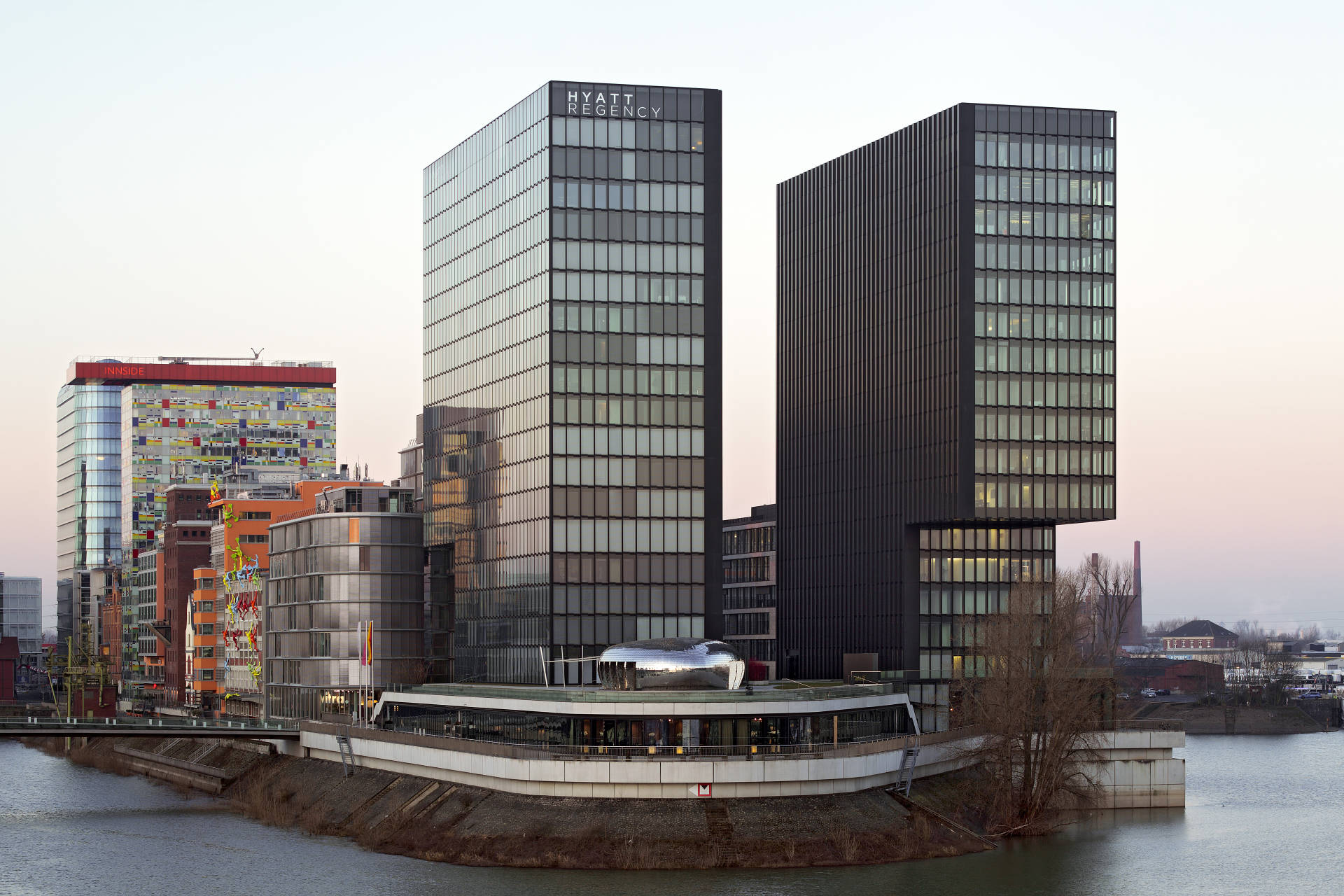
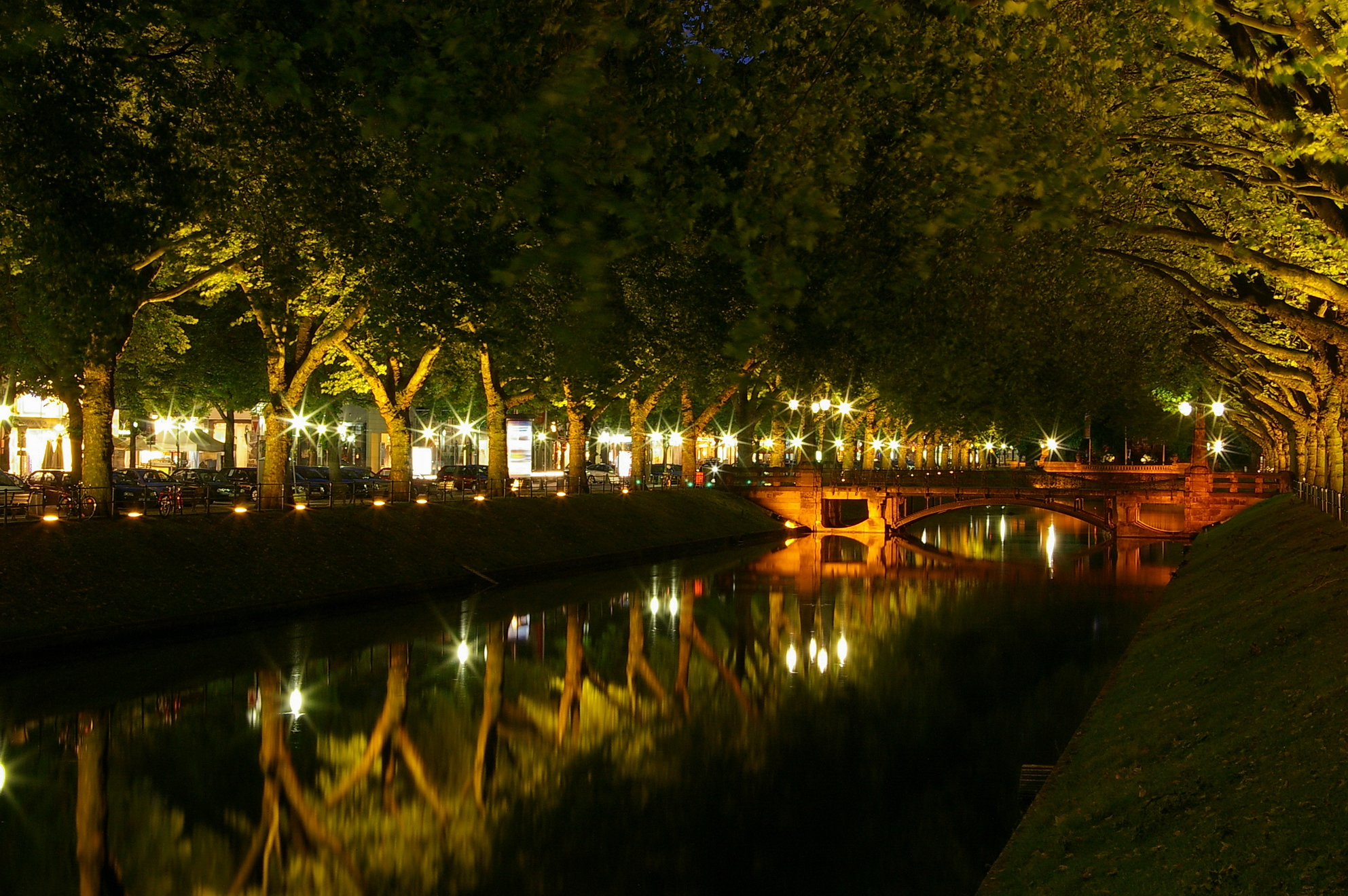
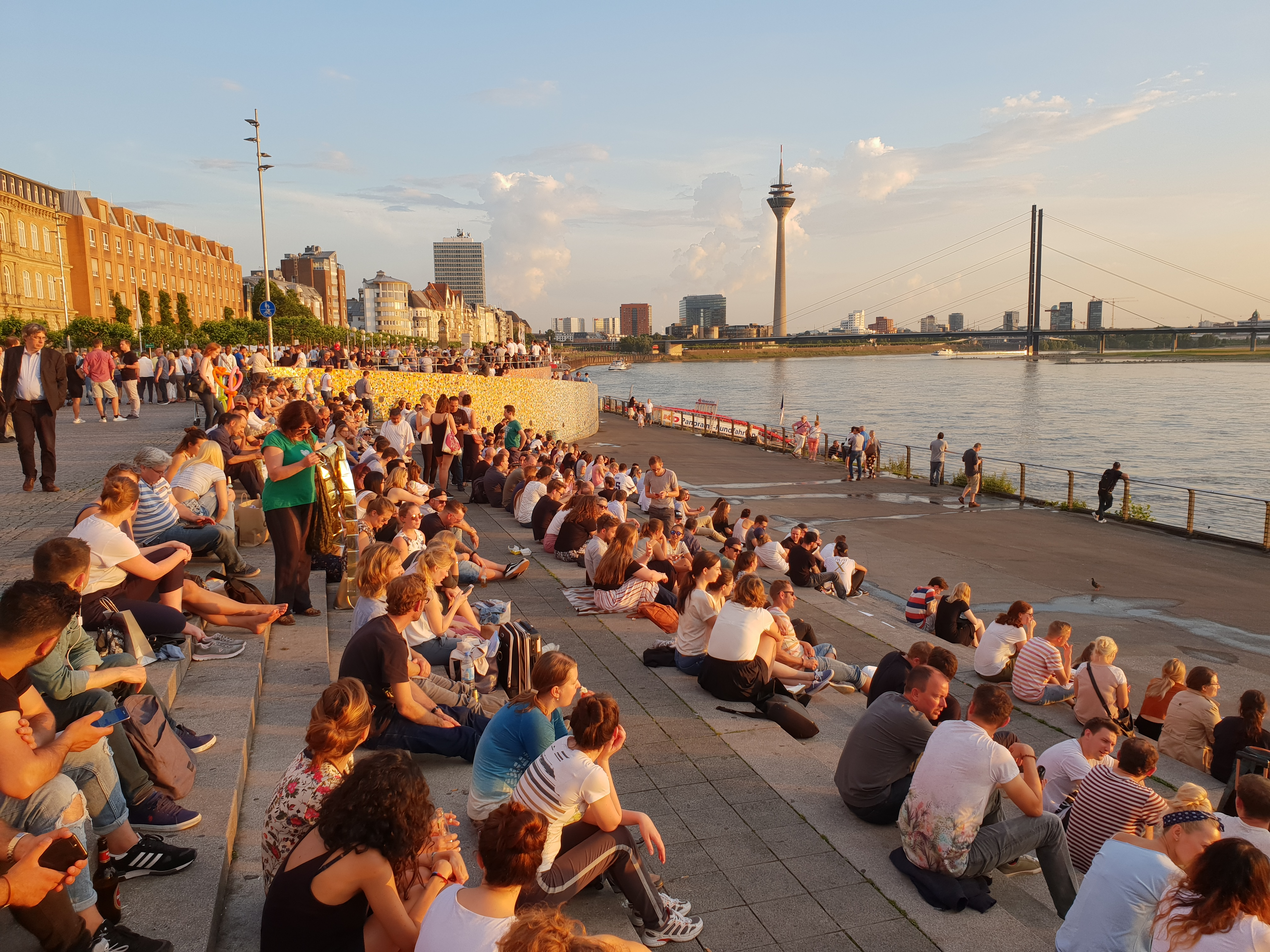
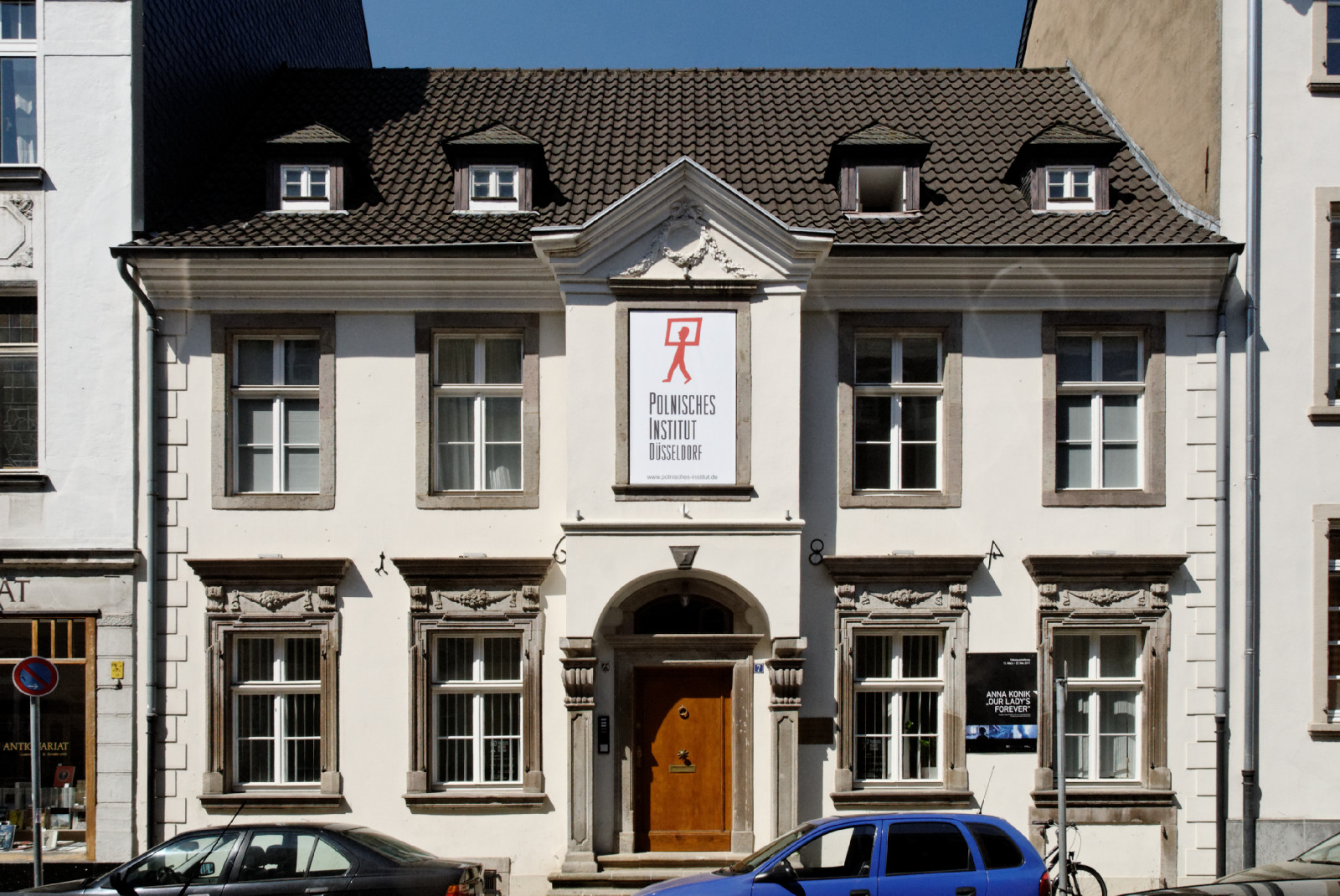